# Signal Mountain
Signal Mountain város az USA Tennessee államában, Hamilton megyében. Lakosainak száma 8852 fő (2020. április 1.).

## Népesség
A település népességének változása:

| 2010 | 7 554 |
| 2020 | 8 852 |